# Chrystian z Oliwy
Chrystian z Oliwy, Chrystian (ur. 1180, zm. 4 grudnia 1245) – misjonarz, cysters, biskup misyjny Prus, założyciel rycerskiego zakonu braci dobrzyńskich, zwalczany przez zakon krzyżacki.

## Życiorys
Początkowo był mnichem w istniejącym od 1178 roku cysterskim opactwie w Oliwie. W 1205 został opatem cystersów w Łeknie w Wielkopolsce. Od 1210 opat w założonym przez siebie klasztorze cystersów Zantyr obok Białej Góry koło Malborka. W 1215 lub 1216 otrzymał z rąk papieża Innocentego III sakrę biskupią wraz z urzędem generalnego biskupa Prus.
W 1218 otrzymał od Konrada mazowieckiego osadę Grudziądz. Decyzja ta została potwierdzona przez księcia na mocy dokumentu „łowickiego”, wydanego 5 sierpnia 1222, na mocy którego biskup uzyskał całą ziemię chełmińską. Ze strony kościelnej potwierdzenie napłynęło w 1223 od papieża Honoriusza III. W 1230, 1231 wszedł w porozumienie z Krzyżakami za obiecaną pomoc miał przekazać 1/3 opanowanych Prus, a 2/3 zatrzymać dla siebie oraz prawa zwierzchnictwa na całym terytorium.
W 1233 Grudziądz stał się centralnym ośrodkiem misyjnym biskupa. W 1233 Chrystian dostał się w Sambii do niewoli pruskiej, uwolniony został dopiero w 1238 lub 1239 w ramach wymiany za pięciu innych więźniów, uwolnionych następnie dzięki poręczeniu w wysokości 800 marek wypłaconemu przez papieża Grzegorza IX. W tym samym roku zapadła decyzja o podziale Prus na 4 diecezje i przydzielenie Prus Krzyżakom.
Pomimo protestów Chrystiana w 1243 legat papieski Wilhelm z Modeny podzielił biskupstwo pruskie na cztery diecezje podporządkowane do metropolii ryskiej: chełmińską, pomezańską, warmińską oraz sambijską. Christian z Oliwy, który miał objąć przewodnictwo nad jedną z diecezji, chełmińską, nie zgadzał się z decyzją zwierzchnika, i uważał się za biskupa całych Prus. Zmarł jednak przed rozwiązaniem konfliktu w 1245 roku, w czasie powrotu z soboru powszechnego w Lyonie.

## Upamiętnienie
- Jego imieniem nazwano aleję w Grudziądzu.
- Na ścianie Bazyliki św. Mikołaja w Grudziądzu widnieje tablica pamiątkowa poświęcona jego osobie.
- Jego podobizna widnieje na herbach Grudziądza i Lubawy[2].

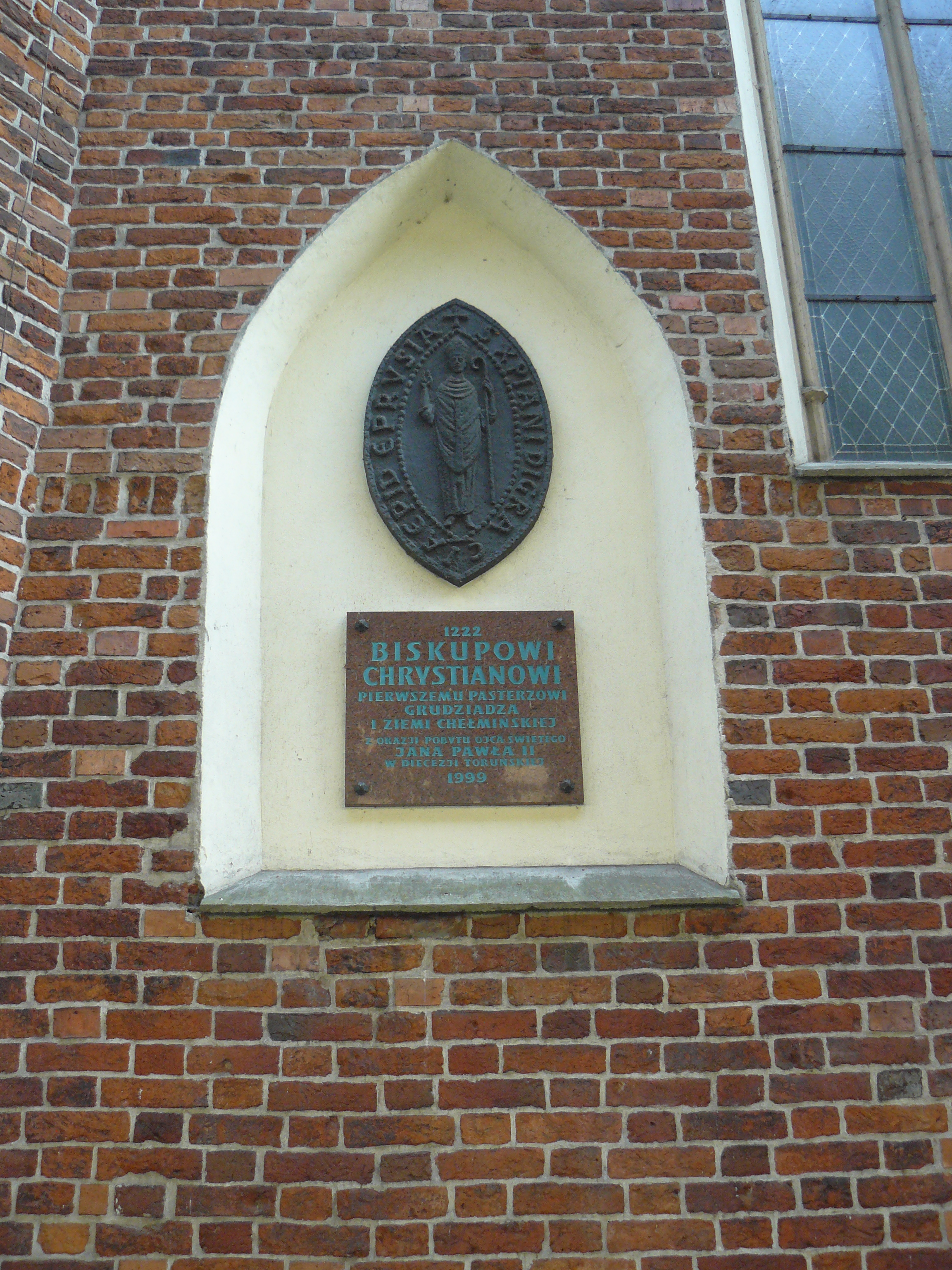
Tablica pamiątkowa poświęcona biskupowi na ścianie Kościoła farnego w Grudziądzu
Herb Grudziądza
Herb Lubawy